# Ernie Barton
Ernie Barton (* 1930 in Tallahassee, Florida) ist ein US-amerikanischer Rockabilly- und Rock-’n’-Roll-Musiker. Barton war außerdem Produzent, Songschreiber und Studiomusiker bei Sun Records zwischen 1957 und 1961.

## Leben

### Kindheit und Jugend
Ernie Barton wurde 1930 in Tallahassee, Florida, geboren. Barton war der Sohn eines Kapitäns und wuchs in Daytona Beach, Florida, auf. Allgemein ist über Bartons frühes Leben nur wenig bekannt.

### Karriere
In den 1950er-Jahren verkaufte Barton sein  Haus in Daytona Beach und zog nach Memphis, Tennessee. Dort wurde er 1957 von Sam Phillips, Besitzer von Sun Records und des Sun Studios, engagiert. Zuerst war Barton vor allem als Künstler beim Label aktiv, später übernahm er auch Aufgaben als Produzent, arbeitete als Songschreiber und als Studiomusiker im Sun Studio. Seine erste Session hielt er am 6. April 1957 ab, von den eingespielten Stücken wurde aber kein einziges veröffentlicht. Erst im März 1958 folgte eine zweite Session für Sun, bei der Barton von Roland Janes, Jimmy Van Eaton und Sid Manker begleitet wurde. Aus dieser Session ging Bartons erste Single Stairway to Nowhere / Raining the Blues hervor, die im Sommer 1958 auf Suns Sublabel Phillips International veröffentlicht wurde. Der männliche Hintergrundchor verlieh beiden Titeln mit dem konstant im Hintergrund zu hörendem „doodley wop“ einen Popeinschlag. Billboard gab der Platte ein gutes Review, jedoch erreichte sie am Ende keine nennenswerten Erfolge.
Über Bartons zweite Single bei Phillips International, Open the Door, Richard / Shut Your Mouth, veröffentlicht 1959, gibt es unter Musikhistorikern seit den 1980er-Jahren Kontroversen. Da noch nie eine einzige Kopie der Single auftauchte, bezweifeln viele, dass sie überhaupt veröffentlicht wurde (auch wenn sie im Phillips-Katalog auftaucht), obwohl Barton selbst bestätigte, dass sie auf dem Markt erschien. Als die A-Seite in den 1980er-Jahren auf einer Kompilation veröffentlicht wurde, kam heraus, dass der Titel bereits einmal unter Billy Lee Rileys Namen wiederveröffentlicht wurde. Riley selbst sagte, dass Barton und Riley zusammen den Song während einer „Party-Session“ im Sun Studio aufgenommen hätten und ihre Stimmen sehr gleich geklungen hätten.
1959, nachdem Jack Clement und Bill Justis Sun verließen, setzte Sam Phillips Barton als neuen Produzenten des Labels ein. Barton vermittelte daraufhin seine Frau Bobby Jean Farrabee an Sun, die 1960 eine Single-Veröffentlichung hatte. Da Sam Phillips aber kein weiteres Material von Barton selbst veröffentlichten wollte, verließ Barton Sun. Er hatte in den 1960er-Jahren zwei Single-Veröffentlichungen bei Plattenlabels aus Memphis, darunter The Battle of Earl K. Long, ein Stück im Stil Johnny Cashs über den Gouverneur Earl Long sowie den Song Ain’t I’m a Mess.
Barton zog später nach Midland, Texas. Er wurde 1987 von Colin Escott interviewt, danach verliert sich aber seine Spur.

## Diskographie
| 1958                    | Stairway to Nowhere / Raining the Blues                                                   | Phillips Int. 3528 |
| 1959                    | Open the Door, Richard / Shut Your Mouth                                                  | Phillips Int. 3541 |
|                         | The Man with a Heart of Gold / The Battle of Earl K. Long                                 | Honesty 605        |
| 1965                    | Ain’t I’m a Mess / Walk with Me (als Bart Barton)                                         | E&M 1651           |
| Unveröffentlichte Titel |                                                                                           |                    |
| 1959                    | - She’s Gone Away - Wedding Bells                                                         | Phillips Int.      |
|                         | - The Battle of Earl K. Long (alt. Version) - The Man with a Heart of Gold (alt. Version) | Phillips Int.      |